# Вита
Вита (итал. Vita) је насеље у Италији у округу Трапани, региону Сицилија.
Према процени из 2011. у насељу је живело 2139 становника. Насеље се налази на надморској висини од 441 м.

## Становништво
| 1931. | 1936. | 1951. | 1961. | 1971. | 1981. | 1991. | 2001. | 2011. |
| ----- | ----- | ----- | ----- | ----- | ----- | ----- | ----- | ----- |
| 5.252 | 5.159 | 4.969 | 3.748 | 2.873 | 2.766 | 2.701 | 2.435 | 2.139 |